# كيري كاتونا
كيري كاتونا (بالإنجليزية: Kerry Katona)‏ هي مغنية وكاتِبة ومقدمة تلفزيونية وممثلة بريطانية، ولدت في 6 سبتمبر 1980 في وارينغتون في المملكة المتحدة.

## وصلات خارجية
- كيري كاتونا على موقع IMDb (الإنجليزية)
- كيري كاتونا على موقع ألو سيني (الفرنسية)
- كيري كاتونا على موقع ميوزك برينز (الإنجليزية)
- كيري كاتونا على موقع أول موفي (الإنجليزية)
- كيري كاتونا على موقع إن إن دي بي (الإنجليزية)
- كيري كاتونا على موقع ديسكوغز (الإنجليزية)
- كيري كاتونا على موقع قاعدة بيانات الفيلم (الإنجليزية)
- كيري كاتونا على موقع ليتربوكسد (الإنجليزية)
- كيري كاتونا على موقع كينوبويسك (الروسية)